# Malak Selim
Pour les articles homonymes, voir Selim (homonymie).
Malak Selim Sharif, née le 1er mai 2003 à Gizeh, est une gymnaste rythmique égyptienne.
Elle fait partie de la Fédération de Gymnastique égyptienne.

## Carrière
Elle dispute les épreuves de groupe junior aux championnats d'Afrique de gymnastique rythmique 2016 à Walvis Bay, remportant trois médailles d'or en groupe 5 cerceaux, en groupe 5 ballons et en groupe 5 cerceaux + 5 ballons.
Aux championnats d'Afrique de gymnastique rythmique 2020 à Charm el-Cheikh, elle dispute les épreuves de groupe, remportant trois médailles d'or au général, en groupe 5 ballons et en groupe 3 cerceaux + 2 massues.
En 2020, elle participe aux Jeux olympiques de Tokyo où elle représente l'Égypte terminant à la 13e place du concours des ensembles.